# Градска библиотека Карло Бијелицки
Градска библиотека Карло Бијелицки у Сомбору је матична библиотека Западнобачког округа основана 2. јануара 1859. године.

## Историја
Од Прве генералне скупштине Удружења за оснивање јавне општинске библиотеке, 2. јануара 1859. године, Градска библиотека у Сомбору била је непрекидно до 1920. године смештена у Градској кући. Њен утемељитељ и дугогодишњи библиотекар био је финансијски службеник Карло Бијелицки (1813‒1878).
У најранијим деценијама постојања главнину књижног фонда чиниле су књиге на немачком језику. Од 22.687 књига у 1881. години на немачком језику је 19.582, на мађарском 2.595, на српском 352 и 158 књига на латинском, француском и другим језицима.
Половином педесетих година 20. века нашла је свој први кров у суседству Грашалковићеве палате, у згради некадашње Мађарске читаонице, сазидане између 1884. и 1886. године у еклектичком стилу. У уређеном простору данас су смештени Одељење за децу и младе са читаоницом и управа.
Због нарастајућег књижног фонда Одељење одраслих се крајем шездесетих година сели на Главну улицу, на број 11, по исељењу Народне банке. Градњу једноспратнице, у стилу неоренесансе, 1877. године финансирала је Сомборска штедионица, која је основана 1868. Уз Позајмно одељење и књиговезницу у приземљу, на спрату се сада налазе Одељење за Матичне послове, Одељење за набавку и обраду библиотечко-информационе грађе, Одељење за стручну литературу и референсну збирку и периодику, Завичајно одељење и Одељење општих послова.
Доградњом библиотеке, зграде на три нивоа, од 1988. године Библиотека добија нови простор за књигу и посебне збирке и постаје место савременијег библиотечког пословања.
Политичко-територијалном организацијом Сомборске општине 1963. године Градској библиотеци припојене су Народне књижнице и читаонице, као 14 огранака. Новим Законом о библиотекарству 1994. године постала је матична библиотека Западнобачког округа.
Библиотека нови озбиљнији искорак започиње 1999. године реновирањем, уређењем и новим програмским концептом у оквиру пројекта New City ‒ Пробуђени град.
Библиотека је 2009. године обележила 150 година непрекидног рада и њен целокупан библиотечки фонд тада је износио преко 340.000 књига, највише на српском, мађарском и немачком језику, и множину наслова периодике (новина и часописа). Језгро Библиотеке чине завичајна збирка (5.000 књига), збирка старе књиге, споменика културе (300 књига) и збирка ретке књиге (400 књига), уз вредан фонд научне књиге.
Упоран у настојању да истраје у подизању градског читалишта, далеке 1859. године Карло Бијелицки се обратио сомборском Магистрату речима које се и после века и по читају као заветна порука и пред будућношћу:
Човечанство које данас живи не може своме потомству оставити узвишенији, достојнији и пун благослова споменик сећања и не може се у толикој мери задужити за захвалност као оснивањем једне овакве властите библиотеке која ће граду служити на велику част.

## Одељења

### Одељење за опште послове
Одељење за опште послове је задужено за књиговодствено-финансијске, административне и правне послове и чине га Координатор финансијских и рачуноводствених послова, Референт за финансијско-рачуноводствене послове и Секретар Установе.

### Одељење за Матичне послове
Градска библиотека Карло Бијелицки у Сомбору матична је библиотека Западнобачког округа која своју делатност обавља у складу с важећим законским и подзаконским прописима.
Матичне функције дефинисане су чланом 22 Закона о библиотечко-информационој делатности („Сл. Гласник РС” бр. 52/2011). Њима у библиотеци координира посебно одељење ‒ Матична служба.
На територији округа делује 65 до сада регистрованих библиотека и библиотечких јединица:
- 4 јавне библиотеке са 31 стационираним огранком,
- 4 специјалне библиотеке,
- 1 месна или друга јавна библиотека,
- 54 школске библиотеке: 41 библиотека у основним школама и 13 библиотека у средњим школама.[3]

### Одељење за набавку и обраду библиотечко-информационе грађе
Запослени на Одељењу за набавку и обраду врше каталошко-библиографску обраду приновљених јединица библиотечке грађе у складу са правилима (ISBD стандарди) обраде у систему Cobiss. Саставни део Одељења за набавку и обраду је Читаоница за научни рад. Простор Читаонице користе чланови Библиотеке за учење, а у њој се одржавају и разноврсни литерарни програми и књижевне трибине.

### Одељење за стручну литературу и референсну збирку и периодику
На овом одељењу запослени услужују кориснике библиотечким материјалом, а на располагању им је стручна литература из разних области знања, серијске публикације (новине, периодичне публикације, годишње публикације, монографске серије), као и библиотечке, библиографске и рефералне информације. Запослени на овом одељењу обављају и послове међубиблиотечке позајмице.

### Одељење за одрасле кориснике
Жила куцавица Библиотеке је њено Одељење за одрасле кориснике. Дела лепе књижевности многих земаља и стручне књиге из науке, културе и уметности задовољавају различите потребе чланова. Одељење и посебни фондови презентују преко 176.000 књига на српском, мађарском, енглеском, француском, италијанском и немачком језику. Свим књигама је слободан приступ, што омогућује бржу и повољнију комуникацију. 
Урађена је комплетна реконструкција, адаптација, реновирање и уређење Одељења за одрасле кориснике средствима државних институција, фондација, донатора, спонзора и партнера у оквиру пројекта Nеw City – Пробуђени град, уз опремање 7 office галерија: бесплатан приступ интернету – два корисничка места, радна места за дигитализацију, нови тематски садржаји и специјалне услуге за кориснике.

### Завичајно одељење
Завичајни фонд броји преко 5.300 монографских публикација и саставни је део Градске библиотеке у Сомбору. Чини га прикупљена, сређена и обрађена штампана библиотечка грађа и други носиоци информација као незаобилазан збир података при сваком сериозном изучавању града и околине у прошлости и садашњости. Упоредо са каталогизацијом приновљених публикација у електронском облику, врши се рекаталогизација и замена лисног каталога монографских и серијских публикација електронским.
Исписима, са анотацијама, из свих годишта „Школског листа”, најстаријег завичајног периодика на српском језику, од 1866. године до Првог светског рата, уз друге значајне наслове, дигитализује се грађа и израђују ретроспективне библиографије листова и часописа који су излазили у Сомбору.
Од других засебних целина библиотечке грађе Библиотека поседује вредне збирке старе и ретке књиге, са близу 700 инвентарних јединица. Најстарија књига у фонду је из 16. века.

#### Раритети
Сомборска библиотека поседује велику збирку раритета. То су публикације Законом проглашене за споменик културе. У ћириличном писму су књиге и периодике издате до 1850. Девет књига штампано је латиницом. Књиге су катализоване, а шеснаест књига не помиње Каталог раритета Народне библиотке Србије. Поводом 120 година постојања, 1979, штампан је „Каталог раритета Сомборске библиотеке”. Каталог је саставио књижничар Иван Ковач. У њој је 297 свезака. Најстарија књига је „Минеј празнични Соборник” (Зборник Божидара Вуковића), штампан 1538. у Венецији. Иначе, највише књига Фонда је штампано у Новом Саду, Будимпешти, Београду и Бечу. Фонд раритета данас поседује 324 књиге. Поједини раритети, истовремено припадају и Завичајном одељењу. Неколико их је у поклон-библиотеци Петра Коњовића. Фонд раритета периодике је скромнији. Штампан је ћирилицом, осим «Босанског листа» на латиници. „Школски лист” и „Пријатељ српске младежи” припадају и Завичајном одељењу.

### Одељење за децу и младе са читаоницом
Савремено опремљено Одељење за децу и младе са читаоницом омогућава остварење посебних програма за анимацију, помоћ деци разноврсних интересовања и различиту форму представљања. Школска лектира, сликовнице, белетристика, стручна литература као и часописи за децу у слободном су приступу.
Успостављена је стална сарадња са Предшколском установом Вера Гуцуња, Канцеларијом за младе, основним школама, кроз културне програме, сусрете с најмлађим читаоцима,видео пројекције, дигиталне презентације и едукативно-забавне радионице. Библиотека сарађује и са другим сродним институцијама и удружењима за младе.
Најмлађим корисницима су доступни рачунари са бесплатним приступом на Интернет. Модерно опремљена читаоница у којој могу учити, читати часописе и користити кутак са енциклопедијама, такође, је доступна читаоцима. Уз сталне кориснике бројне су групне посете на радионицама и програмима Библиотеке.

### Књиговезница
Запослени на овом одељењу повезују новине, књиге, часописе, службене листове, књиговодствене картице, књиге протокола, књиге уписа, инвентарне књиге; израђују кутије разних формата, футроле, фасцикле, међаше, рамове; опремају изложбе библиотечког материјала и обављају друге картонажне послове. Услужно раде књиговезачке послове за грађанство.

### Одељење библиотечких огранака
Одељење библиотечких огранака чине Народне књижнице и читаонице у селима општине Сомбор: Народна књижница и читаоница у Бачком Брегу, Народна књижница и читаоница Колут, Народна књижница и читаоница Бездан, Народна књижница и читаоница Бачки Моноштор, Народна књижница и читаоница Гаково, Народна књижница и читаоница Риђица, Народна књижница Станишић, Народна књижница и читаоница Светозар Милетић, Народна књижница и читаоница Алекса Шантић, Народна књижница и читаоница Чонопља, Народна књижница и читаоница Кљајићево, Народна књижница и читаоница Телечка, Народна књижница и читаоница Стапар и Народна књижница и читаоница Дорослово.

## Издаваштво
Целину своје делатности Библиотека крунише издаваштвом које чине: 
- часопис за културу Домети,
- Библиотека Вељкови дани,
- Библиотека Вељкова голубица,
- књижевна едиција Голуб,
- књижевна едиција Лаза Костић,
- Сомборска баштина - едиција часописа Домети,
- Библиотека Венац Лазе Костића,
- Библиотека Сомборски књижевни фестивал,
- књижевна едиција Константин.
- Књижевни годишњак заједно са гимназијом „Вељко Петровић”

## Манифестације
Библиотека организује бројне манифестације:
- “Вељкови дани”

Вељкови дани су двогодишња књижевна манифестација посвећена знаменитом сомборском књижевнику Вељку Петровићу. Основана је 2007. године са циљем да трајно чува успомену на Вељка Петровића, изучава и пропагира његово стваралаштво и наградом Вељкова голубица савременом српском писцу за целокупно приповедачко дело од изузетне уметничке вредности, промовише и подстиче приповедачки жанр. У оквиру манифестације додељује се и награда Голубић за најуспелију причу ученика основних и средњих школа.
- “Дан Лазе Костића”

Књижевна манифестација Дан Лазе Костића је посвећена песниковој чувеној песми Санта Мариа дела Салуте.
- “Сомборски књижевни фестивал”

Сомборски књижевни фестивал је дводневна манифестација током које се публици представљају савремени токови домаће књижевности, домети писане речи, њен однос према свету, стварности, друштву, окружењу и филму.
- “Подунавски дани Јаноша Херцега”

Jeднодевна манифестација посвећена делу великог књижевника током које буде уручена књижевна награда "Херцег Јанош".
- промоције.
- изложбе.
- радионице.
- библиотечке семинаре и конгресе.

## Легати
Градска библиотека "Карло Бијелицки" има девет легата и библиотека целина које су смештене на Научном одељењу Библиотеке и у библиотечким огранцима у Бездану, Стапару и Бачком Моноштору.
Легати:
- Легат Кароља Вертешија
- Легат Радивоја Стоканова,
- Легат Јакоба Келша,
- Легат Радивоја Додића,
- Легат Богдана и Милене Џувер,
- Легат Смиљке Куруцић Генгелацки,
- Легат Амалије Сулавер Раич,
- Легат Петра Коњовића и
- Легат Мирослава Јосића Вишњића.

Библиотека је добила још два легата које је потребно у наредном периоду средити, стручно обрадити и сместити.
Легати у формирању су: 
- Легат Давида Кецмана - Даке (сомборског књижевника) и
- Легат Јоланке Лазић (тестаментом је Градској библиотеци "Карло Бијелицки" наменила своју кућну библиотеку)

## Галерија
- Зграда Библиотеке у улици Краља Петра I 11
- Улаз у Библиотеку у улици Краља Петра I 11
- Зграда Одељења за децу и младе
- Улаз у зграду Одељења за децу и младе
- Портрет Карла Бијелицког